# وسقطت في بحر العسل (فلم)
وسقطت في بحر العسل هو فيلم مصري عرض عام 1977، بطولة محمود ياسين ونبيلة عبيد ونادية لطفي، ومن إخراج صلاح أبو سيف.

## قصة الفيلم
يتعرف المهندس (بكر) القادم من قرية ريفية على الفتاة الشابة (مايسة) في حفلة، ليقعا في الحب وتتعدد لقاءاتهما ويتواعدا على الزواج، تكتشف مايسة بالصدفة أن (بكر) على علاقة بامرأة أخرى وتقرر مواجهته، ليخبرها بأن للمرأة الأخرى فضل عليه، وتتصاعد الأحداث.

## طاقم التمثيل
- محمود ياسين: (بكر)
- نبيلة عبيد: (مايسة)
- نادية لطفي: (زيزي)
- تحية كاريوكا: (نفوسة)
- سمير غانم: (عصام)
- عمر الحريري: (فهمي)
- يونس شلبي: (سامح)
- عزيزة حلمي: (والدة مايسة)
- فتحية شاهين: (فريدة)
- فاتن أنور: (أمينة)
- علي عز الدين: (والد مايسة)
- راوية سعيد: (سميحة)
- ليلى مختار: (ديدي)
- طارق النهري: (سمير)
- محمد أبو حشيش: (البواب)

## فريق العمل
- إخراج: صلاح أبو سيف
- قصة: إحسان عبد القدوس
- سيناريو وحوار: صلاح أبو سيف، وفية خيري
- مدير التصوير: رمسيس مرزوق
- مونتاج: رشيدة عبد السلام
- موسيقى تصويرية: عمر خورشيد
- إنتاج: أفلام نبيلة عبيد
- توزيع داخلي: أفلام صوت الحب
- توزيع خارجي: المتحدة للسينما (صبحي فرحات)